# Karol Honner
Karol Honner (* 21. srpna 1932 Žilina) je slovenský stavební inženýr a vysokoškolský učitel, bývalý československý politik Veřejnosti proti násilí a poslanec Sněmovny lidu Federálního shromáždění po sametové revoluci.

## Biografie
Vystudoval Slovenskou vysokou školu technickou v Bratislavě (Fakulta strojního inženýrství). Od roku 1964 vyučoval na Vysoké škole dopravní v Žilině. V roce 1989 patřil k zakládajícím členům Veřejnosti proti násilí v Žilině. K roku 1990 je profesně uváděn jako předseda Krajského výboru Komitétu pro životní prostředí.
V lednu 1990 zasedl v rámci procesu kooptací do Federálního shromáždění po sametové revoluci do Sněmovny lidu (volební obvod č. 181 - Žilina, Středoslovenský kraj) jako bezpartijní poslanec (respektive poslanec za hnutí Veřejnost proti násilí). Mandát obhájil ve volbách roku 1990, coby poslanec za VPN. Ve Federálním shromáždění setrval do konce funkčního období, tedy do voleb roku 1992.
Později působil jako soudní znalec v oboru tepelná energetická zařízení a byl členem Slovenské komory stavebních inženýrů a předsednictva Slovenské společnosti pro techniku prostředí v Bratislavě.